# Charles-Bruno Francoville
 (juin 2025).
Charles-Bruno Francoville est un homme politique français né le 12 septembre 1757 à Brêmes (Pas-de-Calais) et mort le 20 avril 1835 dans la même ville.
Avocat à Saint-Omer avant la Révolution, il est député du Tiers-État pour le bailliage de Calais en 1789. Juge au tribunal civil de Saint-Omer de 1800 à 1809, il est député du Pas-de-Calais de 1809 à 1815, soutenant le gouvernement impérial, puis de nouveau député de 1816 à 1821, soutenant les gouvernements de la Restauration. Il est le frère de Jean-Baptiste Francoville.

## Sources
- « Charles-Bruno Francoville », dans Adolphe Robert et Gaston Cougny, Dictionnaire des parlementaires français, Edgar Bourloton, 1889-1891 [détail de l’édition]